# Atfi (marcaz)
Atfi (em árabe: أطفيح; romaniz.: Aṭfīḥ) é um marcaz (distrito) do Egito, na província de Guizé. Segundo censo de 2018, havia 386 835 habitantes. Possui 194 quilômetros quadrados e engloba localidades como Atfi (antiga Afroditópolis) e Uacita.